# Флаг Британской Индии
Флаг Британской Индии — флаг, использовавшийся для представления Индии в период британского правления (в советской и постсоветской историографии называемой Британской Индией, официально именовалась «Индийская империя»). Для различных целей использовались разные флаги:
| Изображение      | Период    | Наименование | Описание |
| ---------------- | --------- | --- | --- |
| Британская Индия | 1885—1947 | Штандарт вице-короля и генерал-губернатора Индии | Флаг Британской империи, в центре которого размещён орден Звезды Индии, увенчанный короной Тюдоров                                                                                             |
| Британская Индия | 1880—1947 | Флаг, использовавшийся для представления Британской Индии на международных мероприятиях | Красное полотнище с флагом Британской империи в углу и орденом Звезды Индии на основном поле                                                                                                   |
| Британская Индия | 1879—1928 | Флаг Индийского морского флота Её Величества (англ. Her Majesty's Indian Marine) в 1879—1892 годах, а затем Королевского индийского морского флота (Royal Indian Marine) в 1892—1928 годах | Синее полотнище с флагом Британской империи в углу и орденом Звезды Индии на основном поле |
| Британская Индия | 1928—1947 | Флаг Королевского индийского морского флота (Royal Indian Marine) в 1928—1934 годах, а затем Королевского индийского военно-морского флота (Royal Indian Navy) в 1934—1947 годах           | Военно-морской флаг Британской империи |
| Британская Индия | 1861—1947 | Знак отличия высшей степени ордена Звезды Индии, использовавшийся как неофициальный символ Британской Индии                                                                                | Пятиконечная серебряная звезда, окружённая голубой лентой с девизом Heaven's Light Our Guide (в переводе с англ. — «Небесный свет наш проводник»), всё это в окружении золотых солнечных лучей |